# Desmanella
Desmanella és un gènere de tàlpid extint de la subfamília dels uropsilins. A diferència dels uropsilins actuals, que estan concentrats a l'Àsia oriental, Desmanella era un animal molt estès per Euràsia durant el Miocè-Pliocè. S'han trobat restes de l'espècie D. dubia als Països Catalans.